# Genes, Brain and Behavior
Genes, Brain and Behavior (znane także jako G2B) – recenzowane czasopismo naukowe o zasięgu międzynarodowym, zawierające artykuły z dziedziny genetyki zachowania, neurobiologii i neuropsychiatrii.

## Historia czasopisma
Genes, Brain and Behavior ukazuje się od 2002 roku. Założycielem jest Wim Crusio, który był pierwszym redaktorem naczelnym czasopisma. Wydawane jest przez Wiley-Blackwell w imieniu International Behavioural and Neural Genetics Society. W roku 2012 następcą Wima Crusio w stanowisku redaktora naczelnego został Andrew Holmes (National Institute on Alcohol Abuse and Alcoholism).
Redaktorzy naczelni
| Redaktor naczelny | Lata         |
| ----------------- | ------------ |
| Wim Crusio        | 2002–2011    |
| Andrew Holmes     | od 2012 roku |

## Profil
W zakres zainteresowań pisma wchodzi problematyka różnych dyscyplin naukowych, w tej liczbie neurologii, psychiatrii i in. Cechą charakterystyczną Genes, Brain and Behavior jest to, że te dziedziny nauki omawiane są pod kątem genetyki, która stanowi obowiązkową część badań, ukazujących się na łamach pisma. W 2011 roku impact factor periodyka wynosił 3.476, co lokowało go na 86. miejscu ze 243 czasopism w kategorii „Neurosciences” i na 10. miejscu ze 47 czasopism w kategorii “Behavioral Sciences”.

## Najbardziej cytowane artykuły
- (2003) Model of autism: increased ratio of excitation/inhibition in key neural systems[5]
- (2006) Psychiatric endophenotypes and the development of valid animal models[6]
- (2004) Sociability and preference for social novelty in five inbred strains: An approach to assess autistic-like behavior in mice[7]